# Еполетник жовтоплечий
Еполетник жовтоплечий (Agelaius xanthomus) — вид горобцеподібних птахів родини трупіалових (Icteridae).

## Поширення
Ендемік Пуерто-Рико. Історично птах був поширений у лісах по всьому архіпелагу, але на початку 20 століття ці ліси були вирубані, щоб забезпечити розвиток плантацій цукрової тростини. Зараз ареал обмежений чотирма субпопуляціями: островами Мона та Моніто і трьома популяціями на східному (муніципалітет Сейба), південному (Салінас) і південно-західному (Кабо-Рохо та Лахас) узбережжі Пуерто-Рико. Його також рідко можна зустріти під час сезону нерозмноження в субтропічних вологих лісах муніципалітетів Ларес і Сіалес у центральній частині Пуерто-Рико.
На початку 1998 року загальна популяція була оцінена в 1250 птахів. Останні оцінки свідчать про приблизно 400—1000 особин у південно-західній популяції, ~150 особин на острові Мона, 80-120 особин у Салінасі та принаймні 8-10 особин у східній популяції.

## Опис
Довжина тіла завдовжки приблизно від 20 до 23 см, вага приблизно від 43 до 65 г. Самці, як правило, трохи більші та важчі за самиць, але немає помітного статевого диморфізму, який дозволив би чітко визначити стать. Птахи мають блискуче чорне оперення по всьому тілу, яскраво-жовту пляму на контурних пір'ях в ділянці плечей. Дзьоб подовжений і звужується до кінця.